# Gynopterus quadrisignatus
Gynopterus quadrisignatus is een keversoort uit de familie klopkevers (Ptinidae). De wetenschappelijke naam van de soort werd in 1832 gepubliceerd door Édouard Ménétries.